# Pristiphora luteipes
Pristiphora luteipes är en stekelart som först beskrevs av Lindqvist 1955.  Pristiphora luteipes ingår i släktet Pristiphora, och familjen bladsteklar. Det är osäkert om arten förekommer i Sverige.